# 鹿蹄草
鹿蹄草（学名：Pyrola calliantha）为杜鵑花科鹿蹄草属下的一个种。

## 外部連結
- 鹿蹄草 （页面存档备份，存于） 藥用植物圖像數據庫 (香港浸會大學中醫藥學院) （中文）（英文）
- 鹿銜草 中藥材圖像數據庫  (香港浸會大學中醫藥學院) （中文）（英文）